# Sociální struktura
Sociální struktura (anglicky social structure) se jinak nazývá struktura sociálního systému či struktura společnosti. Zachycuje, co je ve společnosti přes všechny změny relativně stálé, čím se jednotlivé společnosti odlišují, neboli je stabilní charakteristikou daného sociálního systému. Obsahuje vzorce interakcí mezi jedinci a skupinami (společenskými skupinami). Umožňuje nám zařadit každou individuální bytost podle příslušných kategorií na jeho místo ve společnosti, ke které náleží.

## Struktura, sociální status, sociální role
Struktura – (v sociologii) souhrn vztahů mezi prvky nějakého celku, systému. Umožňuje odlišit stabilní znaky od relativně proměnlivých. Pojmy Struktura a Systém nelze zaměňovat. Sociologie se zabývá více typy struktur.
Jedná se například o strukturu sémantickou, která se zaobírá vzájemnými sémantickými vztahy mezi výrazy v symbolickém systému, strukturu demografickou, strukturu faktorovou, strukturu motivační, strukturu třídní, strukturu věkovou, strukturu sociologie paragmatickou, která se zabývá vnitřním dělením sociologie či strukturu sociální. Více pod pojmem struktura.
Kategorií, dle kterých lze člověka zařadit, je mnoho - například pohlaví, věk, vzdělání, povolání, příjem, mobilita, třídní struktura, dělba práce, hodnoty, normy, komunikace... Všechny uvedené kategorie patří do sociálních statusů. Sociální status je významné hledisko určující sociální postavení jedince ve společnosti. Jsou trvalejšího charakteru a jsou získávány podle vlastností jedince.
Existují 2 základní druhy statusů:
- Status získaný – tento typ statusu se odvíjí od vlastního úsilí každého jedince. Jde například o sportovce, premianta, lenocha...
- Status připsaný – je nám připsán okolní společností bez našeho přičinění, většinou dědičný. Od statusu vrozeného se liší tím, že se může časem změnit. Příkladem může být třeba dítě bohatých rodičů, kterému společnost automaticky přiřadí status rozmazleného dítěte.

## Pojem sociální struktura
Přestože dochází k překrývání různých významů koncepce sociální struktury, jedná se o pojem klíčový, jelikož umí zachytit prvek trvalosti v historických proměnách sociální reality.
Pojem sociální struktura bývá někdy zaměňován s pojmy sociální systém (které mají většinou určitou sociální strukturu) či sociální organizace (strukturováno neznamená organizováno), přesto je někteří autoři rozlišují.

### Spor o existenci sociální struktury
V sociologii je spor – zda je sociální struktura spíše vlastností samotných sociálních systémů nebo zdali je čistě analytickou kategorií existující pouze v myšlení badatelů..
Problémem sociální struktury byl jedním z hlavních problémů, jimiž se zabýval především Emile Durkheim, jeden ze 4 otců zakladatelů (E.Durkheim, K. Marx, M. Weber a G. Simmel). Podle Durkheima má společnost přednost před jedincem. Společnost je více než součet individuálních činů. Podle něj společnost vně jedince samotného jedince formovala neboli vymezovala jeho možnosti a jeho vzorce chování.
Existenci sociální struktury uznává také například sociologismus.
Některé sociologické školy považují sociální strukturu jen za analytickou kategorii v myslích badatelů a zpochybňují její existenci mimo myšlení jednotlivců. Jsou přesvědčeni, že lidé nejsou výtvory společnosti, ale naopak jsou tvůrci. Tuto myšlenku lze nalézt například ve Weberových úvahách o povaze konstrukcí ideálních typů.
Postulování existence sociální struktura schopnost analyticky takové struktury identifikovat patří k základním předpokladům možnosti sociologie jako vědní disciplíny.

## Souvislosti používání konceptu sociální struktury v sociologii
Sociologie používá koncept sociální struktury v minimálně 3 souvislostech:

### Konkretizování
Pojem sociální struktura umožňuje konkretizovat jeden ze způsobů, jimiž společnost ovlivňuje chování svých členů. Jeden z výchozích předpokladů sociologie je, že lidské chování je podmiňováno vnějšími sociálními tlaky a vlivy. Aby bylo možné tyto tlaky určit, je nutno lokalizovat sociální postavení jedince. Pomocí sociální struktury lze postavení jedince lépe lokalizovat. Tato souvislost je užívaná například při analýze třídně specifických forem socializace, při analýze demografického chování, v řadě úvah v oblasti sociologie vědění, při analýze průběhu masové komunikace a typů názorových vůdců, při vysvětlování sociální podmíněnosti různých forem deviantního chování a v dalších oblastech.

### Komparativní analýza
Pojem sociální struktura umožňuje provádět komparativní (srovnávací) analýzu společností. Pro potřeby popisu strukturních rysů slouží koncepce sociální stratifikace. Pokud dimenze prestiže, moci a bohatství hrají v daných společnostech srovnatelnou úlohu, je možné jejich sociální struktury porovnat a výsledky kvantifikovat.

### Vývoj společnosti v čase
Pojem sociální struktura umožňuje sledovat vývoj společnosti v čase. Povahu sociální změny indikuje proměna hlavních strukturních rysů dané společnosti. Tyto úvahy jsou stěží kvantifikovatelné, patří do nich například analýza třídních, stavovských a kastovních systémů, úvahy o povaze a mechanizmech revolucí vedoucích k restrukturaci. Některé faktory jsou pro sociální strukturu určující, to dokazuje periodizace dějin.

### Teorie strukturace A. Giddense
Pro teorii strukturace A. Giddense je charakteristická snaha propojit výše zmíněné způsoby využití konceptu sociální struktury. Struktura je chápaná jako soubor pravidel, které činí některé akty možné, jiné nikoliv. Dualita struktury – tato pravidla působí na aktéry zvenku a zároveň nemohou existovat jinak než právě skrz jejich jednání. Sociální struktura v tomto pojetí vymezuje, co vše si může daný jedinec vzhledem ke svému sociálnímu postavení vzhledem ke druhým dovolit. Dále pak Giddens přichází k teorii gramatiky moci – základní rysy sociální struktury každé společnosti jsou zakódovaný v jejích mocenských poměrech.